# Velden (Pegnitz)
Velden é uma cidade da Alemanha, localizada no distrito de Nürnberger Land, no estado de Baviera.